# Залог-под-Уршуло
Залог-под-Уршуло (словен. Zalog pod Uršulo) — поселення в общині Шентюр, Савинський регіон, Словенія. 
Висота над рівнем моря: 338,5 м.